# Men in Black: The Game
Men in Black: The Game es un videojuego de aventura desarrollado por Gigawatt Studios para Microsoft Windows en 1997. Aunque es un juego con licencia oficial basado en la película Men in Black de 1997, la trama no está relacionada y es un juego de survival horror en lugar de ser una comedia. El juego fue porteado a la PlayStation en 1998 por The Collective.

## Jugabilidad
Men in Black: The Game es un juego de terror de supervivencia jugado desde una perspectiva en tercera persona, con ángulos de cámara fijos y fondos prerenderizados como Resident Evil. El juego está dividido en cuatro niveles y cada uno incluye  rompecabezas que el jugador debe resolver para progresar. Aparte del primer nivel en el que solo puedes jugar como Agente J, el jugador puede elegir ser Agentes J, K o L en los otros tres niveles. El diálogo cambia según el Agente que elijas, pero la misión y la progresión del juego siguen siendo las mismas.
El personaje del jugador puede saltar, patear, golpear, examinar objetos y esquivar ataques. El jugador debe encontrar tarjetas de acceso, desactivar los sistemas de seguridad y leer mensajes para avanzar por cada nivel, mientras lucha contra enemigos que incluyen alienígenas grises, insectos grandes y ranas de esporas. En el juego aparecen ocho armas, incluyendo el neuralyzer y Noisy Cricket, ambos de la película. Solo se puede usar un arma para cada nivel. Las peleas a puñetazos contra enemigos ocurren con frecuencia debido a una cantidad limitada de municiones. La versión de Windows no admite el uso de un gamepad.
Todas las escenas se muestran en animación 2D al estilo de un cómic. Estéticamente, las versiones para PC y PlayStation son idénticas excepto por el sistema de guardado; el primero permite a los jugadores guardar manualmente en cualquier momento del juego, mientras que el segundo solo se puede guardar cuando se cumplen los objetivos de la misión.

## Trama
El oficial encubierto de la policía de Nueva York, James Darrell Edwards III, es enviado a investigar un robo en un apartamento. Después de desactivar con éxito una bomba y descubrir que el ladrón es un extraterrestre, se le acerca el Agente K, un miembro de la organización Men In Black (Hombres de Negro), que monitorea los extraterrestres que viven en la Tierra. Al ver lo hábil que es Edwards, lo recluta y posteriormente se convierte en Agente J.
En su primera reunión de MIB, el Jefe Zed informa al Agente J junto con K y L que han perdido contacto con la división de MIB ubicada en el Ártico y está enviando a uno de los agentes a investigar (en el que el jugador elige ser los Agentes J, K o L). Después de darse cuenta de que la gente sufre de delirios y una gripe extraña, el jugador descubre un laboratorio alienígena secreto debajo de la base del Ártico. Se inicia una secuencia de autodestrucción y el jugador logra escapar a tiempo.
De vuelta en el cuartel general de MIB, Zed envía al jugador al Amazonas, donde ha habido un informe de sucesos extraños y los trabajadores de la mina afirman haber sido atacados por seres no humanoides. Al llegar, el jugador encuentra a un informante que confirma que el informe es cierto y que varios trabajadores han perdido la cordura debido a la conmoción. El jugador ingresa a la mina y descubre a varios extraterrestres que habitan el área, incluido un insecto alienígena que actúa como su líder. Después de eliminar la amenaza, el jugador regresa a la base.
En una nueva sesión informativa, el jugador se entera de que la empresa minera está conectada con Skip Frales, un magnate informático que vive en una isla remota. El Agente H fue enviado allí para investigar, pero no se lo ha escuchado desde entonces. En la isla, el jugador encuentra una base subterránea alienígena secreta donde se esconde Frales. Usando tecnología alienígena, construye un traje mecánico para eliminar al jugador, en el que falla.
Después de rescatar al Agente H, Zed otorga a todos los agentes involucrados en la operación unas merecidas 48 horas R&R.

## Desarrollo y lanzamiento
Gigawatt Studios había estado interesado en crear un videojuego de Men in Black antes de que se completara la película. SouthPeak Interactive anunció el juego en 1997, con planes de lanzarlo para Windows 95 el 25 de noviembre de ese año, coincidiendo con el lanzamiento del video casero de la película. Los actores que aparecieron en la película tenían sus rostros mapeados en los modelos de personajes del juego. El juego usa más de 200 fondos que fueron prerenderizados, mientras que los personajes modelo se componen de 500 polígonos. La versión para Windows se lanzó en los Estados Unidos el 18 de noviembre de 1997.

## Reception
SouthPeak lanzó el juego con un envío de 100,000 unidades. Solo en los Estados Unidos, la versión para computadora de Men in Black: The Game vendió 4,883 copias y ganó $200,989 al 30 de noviembre de 1997. Entre enero de 1998 y julio de 1998, vendió otras 49,520 copias en la región, lo que generó ingresos adicionales por $ 1,423,382.
Steve Poole de Computer Gaming World criticó la versión para Windows por su corta duración, sus "intentos forzados de duplicar el humor de la película" y su falta de soporte para gamepad. Poole escribió: "Los jugadores serios no estarán satisfechos con la falta de profundidad, y los jugadores ocasionales atraídos por la conexión de la película se quedarán fríos por los gráficos promedio del juego y la actuación de voz letárgica".
Lauren Fielder de GameSpot criticó la inteligencia artificial del juego y los controles deficientes, y escribió que el juego podría haber sido más divertido si "al menos pudieras correr rápido". Fielder también criticó los problemas relacionados con la capacidad del jugador para realizar ciertas acciones: "A menos que estés alineado directamente frente a tu objeto, no puedes actuar. Y los saltos son bastante improbables incluso una vez que te alineas; por ejemplo, no puedes súbete a una caja a menos que estés justo enfrente de ella". Fielder concluyó que "es bastante obvio que el tiempo y la energía se invirtieron en el diseño del escenario y las mediocres animaciones de los personajes, no en hacer que el juego funcionara". Fielder notó que los efectos de sonido en el primer nivel eran "bastante interesantes", pero que "también va cuesta abajo, con las insistentes frases de tu personaje y la música interminable del 'momento culminante' batiéndose de fondo".
Calvin Hubble de Game Revolution notó la pobre inteligencia artificial, pero elogió las animaciones de los personajes por parecerse a sus contrapartes cinematográficas, y escribió que los gráficos eran "lo suficientemente decentes para pasar". Sin embargo, Hubble notó que cada uno de los menús y pantallas de carga del juego "tienen una fuente de color sólido extremadamente simple y en negrita. [...] Podría haber hecho una mejor interfaz con Photoshop y alrededor de un día". Kim Randell de Computer and Video Games calificó el primer nivel del juego como "increíblemente pedante" y escribió: "El sistema de combate es complicado y los fondos turbios a veces hacen que tu comprensión de la escena no sea completa. Más tarde se ve y suena genial, pero con un factor de frustración constante".
John Altman de Computer Games Magazine escribió: "Como juego de acción/aventura, MiBes un éxito calificado, bastante entretenido pero completamente poco original. Como el último producto de Men In Black, el juego es una decepción; el espíritu original se ha perdido, reemplazado por ingenio ocasional y generosas dosis de carnicería". Altman concluyó: "Los fanáticos incondicionales de MiB se sentirán decepcionados al descubrir que el juego es bastante vulgar y genérico, pero los jugadores saben que pocas cosas en la vida van juntas, además de matar extraterrestres y hacer comentarios divertidos. Encontrado aquí; es sólo una cuestión de mantener sus expectativas razonables".